# Pij-Chemskij kožuun
Il Pij-Chemskij kožuun (in russo Пий-Хемский кожуун?; in tuvano: Бии-Хем кожуун) è un distretto della Repubblica di Tuva, nella Siberia Orientale. Occupa una superficie di 7 951,89 chilometri quadrati, è suddiviso in 9 sumon, ospita una popolazione di circa 10 621 abitanti e ha come capoluogo la città di Turan.
A nord il distretto è separato dal Territorio di Krasnojarsk dai monti Saiani Occidentali.